# 鳥 (2006年の映画)
『鳥』（とり、原題：Die Krähen）は、ドイツの映画作品。アルフレッド・ヒチコックの『鳥』を基にしたテレビ映画作品である。

## キャスト
| 役名               | 俳優                     | 日本語吹替 |
| ------------------ | ------------------------ | ---------- |
| アレックス         | スザンナ・シモン         | 日野由利加 |
| マーク             | ステファン・ユルゲンス   | 家中宏     |
| ダニ               | ニック・フールマン       | 樋浦茜子   |
| リーカー           | トマス・マインハルト     | 天田益男   |
| エーディト         | ドリス・クンシュトマン   |            |
| ヤスパー           | マティアス・フライホフ   |            |
| ナジャ・ウールマン | ジルケ・マティアス       |            |
|                    | ユリアーヌ・ギビンス     |            |
|                    | ルッツ・ブロッホベルガー |            |
| イナ               | イヴォンヌ・ショーンヘア |            |

- その他の声の吹き替え：松乃薫／赤城進／藤原満／田代留海／ちふゆ／櫛田泰道／中島佳代子／富岡由紀子／山中真由美